# محمد بن سعيد
محمد بن أحمد بن عبد الله بن حسن بن سلطان بن سعيد النجدي بن المكي، عالم إسلامي ولد في مكة عام 1322هـ، نشأ في أسرة عرفت بالصلاح والعبادة وحب العلم، فجده عبد الله بن حسن من طلبة العلم ومن أهل الصلاح وهو من تلاميذ الشيخ حسين بن علي بن محمد بن عبد الوهّاب، ووالده أحمد بن عبد الله بن سعيد ولد في مدينة الرياض عام 1275هـ.
كان الشيخ من حفظة القرآن، وقد اشتهر بحسن صوته وأدائه لتلاوة القرآن، وكان يؤم الناس في رمضان لصلاة التراويح والقيام، فكان مع حسن صوته في القراءة يختم بالناس في رمضان ثلاث ختمات، اشترك مع الملك عبد العزيز في العديد من الغزوات وذلك في بداية حياته، وقد كان الملك عبد العزيز يأخذه معه في بعض أسفاره ليسمعه القرآن، ولأمانته وورعه كلفه الملك عبد العزيز بعدة مهام كان أهمها مسؤولاً في إمارة المدينة النبوية، وكذلك مسؤولاً في إمارة الطائف آنذاك، ثم مسؤولاً عن بيت المال في الحجاز في أعمال جباية الزكاة، ثم بعد ذلك تفرغ إلى العبادة بقية عمره، توفي في مدينة الرياض عام 1349هـ.

## سيرة
كان والده الشيخ أحمد بن سعيد أحد الرجال المشهود لهم بالصلاح والتقى والشجاعة، فقد شارك في العديد من الغزوات في أوائل حياة عبد العزيز، غير أنه وبتأثير صحبة ماجد من أبناء الأسرة السعودية الكريمة وهو الأمير محمد بن عبد العزيز بن سعود بن فيصل، فّضَّلَ أن يترك حياة الترحال والجندية وأن ينصرف إلى المزيد من طلب العلم واكتساب فضائل الأعمال والعكوف على استظهار القرآن الكريم، فكان أحمد بن سعيد أبرز رجل في مدينة الرياض، ربطت بينه وبين الأمير صداقة حميمة وتوجهات روحية كريمة، واشتهر الشيخ أحمد بن سعيد والد الفقيد بحسن الأداء لتلاوة وحفظ القرآن، فتأثر به العديد من أهل بيته وغيرهم وكان ممن تأثر به عدد من أبنائه وفي مقدمتهم الشيخ محمد،
وفي هذا السياق ارتفع ذكر الشيخ محمد وَعُدَّ واحداً من طلبة العلم وحفاظ القرآن. فقرأ على كبار العلماء وانتفع بهم أيما انتفاع فقرأ على أكبر علماء الرياض آنذاك الشيخ سعد بن حمد بن عتيق، وعلى الشيخ محمد بن عبد اللطيف، وعلى الشيخ حمد بن فارس وغيرهم، وكان يختار لحسن صوته وجودة قراءته لتلاوة الكتب المطولة لكي يقرأ منها جهراً في حلق المساجد بين يدي كبار علماء الرياض،
كما كان حضوره في المجالس التي تفتح أبوابها في العديد من أحياء الرياض حضوراً مشهوداً حيث كان أحد الملازمين لأحد المجالس الكبيرة التي كانت تعقد في مجلس وزير الدولة آنذاك الشيخ (محمد بن صالح بن شلهوب) المعروف بـ (شلهوب) حيث كان يتلو فيه الشيخ (محمد بن سعيد) صفحات من كتب التاريخ أو التفسير أو الآداب على الجالسين الذين يؤمون ذلك المجلس بقصد الاستفادة وتزجية الوقت والمؤانسة، فيتلو عليهم من أحد تلك الكتب لمدة لا تزيد على نصف ساعة ثم يتقدم قارئ آخر هو الشيخ عبد العزيز بن محمد بن شلهوب فيمضي في القراءة نحواً من نصف ساعة في كتاب آخر ثم يتلوهما قارئ ثالث ابن العم سعد بن عبد العزيز الرويشد (مد الله في حياته) فيقرأ نحواً من ذلك، وفي هذه الأثناء يقدم للجالسين الشاي والقهوة، وبعد الفراغ يقدم للحضور فاكهة الموسم أو شيء من التمر ثم تتاح الفرصة للمعلقين من طلبة العلم أو يتم تجاذب الحديث بين الأطراف للاستيضاحات.
وليس مجلس الشيخ محمد بن شلهوب هو المجلس الوحيد في الرياض آنذاك بل كانت هناك مجالس أخرى في عدد من الأحياء يكون غالب أصحابها من العلماء أو من ذوي اليسار.. وتتم القراءة والحضور بين صلاتي المغرب والعشاء وكانت العادة آنذاك أن تؤخر صلاة العشاء لأن سكان الرياض في ذلك الحين لا يلبثون بعد أداء الصلاة أن يدخلوا بيوتهم استعداداً للذهاب إلى النوم، 
والجدير بالذكر أن عادة فتح المجالس والقراءة فيها عادة قديمة.. يتوارثها الآباء عن الأسلاف، وبعد الانتهاء من القراءة يخرج الناس عن صمتهم ويتحدثون في شؤونهم ويتجاذبون أطراف الحديث ثم ينهض الجميع لصلاة العشاء في أقرب مسجد من ذلك المجلس.
وفي عهد الملك عبد العزيز تم اختيار الشيخ محمد بن سعيد ليكون أحد رؤساء الشعب في الديوان ثم ديوان الملك سعود، فكان وجوده على رأس تلك الشعبة محل رضا الناس من الحاضرة والبادية، حيث يلقاهم بوجهه الصبوح ومحياة الطلق. فيلبي طلباتهم ويعرض مشكلاتهم وينفذ التوجيهات السامية بالنسبة لهم دون تأفف أو تذمر أو تسويق، وكان للثقة الكبيرة التي أولى إياها عوناً على إنجاز أعماله الشاقة حيث كان عمله يتطلب المواجهة بالجمهور وعرض أحوالهم فكان الكل يلقى منه الاستجابة وقضاء الحاجة.
وأتذكر آنذاك أنه قد أوكل إليه صرف الإعانات والمساعدات العامة للحاضرة والبادية. فكان يقوم بتلك المهمة وإلى جانبه لجنة مختارة من ذوي الخبرة والأمانة للقيام بتوزيع تلك الإعانات والمساعدات في البادية والقرى، 
وفي سنة من السنوات قام بتوزيع تلك المساعدات كالمعتاد، وبينما كان منشغلاً بأداء مهمته مع اللجنة قام فريق من الأشقياء من سفهاء البادية وأقدموا على قذف اللجنة بالحجارة لإرباكهم كي يتسنى لهم السطو على ما بحوزتهم من النقود، فلم ينجحوا في مهمتهم غير أن حجراً أصاب وجه الشيخ محمد بن سعيد جراء قذف أولئك الأشقياء الذين ولّوا الأدبار غير أن الفرقة المصاحبة للجنة تعرفت على بعض مثيري ذلك الشغب.. فلم يمض يوم أو يومان على الحادث حتى اقتيد أولئك السفهاء من أماكنهم إلى سجن الرياض، وأدخل الشيخ محمد المستشفى للعلاج.. وفي اليوم التالي زار الملك سعود المستشفى للاطمئنان على صحة الشيخ محمد، ولإفهامه بأن المعتدين قد أودعوا السجن وسيلقون جزاءهم.
وكان الحادث قد وقع في شهر رمضان المبارك، وعندما أراد الملك سعود مغادرة المستشفى والانصراف هب الشيخ محمد بن سعيد واقفاً وأمسك بالملك قائلاً له: أطال الله عمرك لي عندك طلب هو الطلب الأول والأخير وهو أن تطلق سراح المعتدين السجناء لينضموا إلى عائلاتهم في هذا الشهر، وليعظم أجرك وأجري إن شاء الله، فأنا متنازل عن حقي الخاص، وأطلب من جلالتك أن تأمر بالتنازل عن الحق العام. فدهش الملك لهذا الطلب وجعل يتلفت إلى من حوله متعجباً مستغرباً من تلك التضحية ثم بدرت من عيني الملك سعود – – دمعتان كبيرتان تقديراً منه لهذا الموقف النبيل، ولم يلبث أن أمر في الحال مدير الشرطة آنذاك محمد علي الثقفي بإطلاق سراح السجناء بناء على طلب صاحب الحق. فما كان من أولئك المعتدين إلا أن تقاطروا مع ذويهم على المستشفى معلنين أسفهم شاكرين ومتأسفين، وداعين الله أن يعجل بشفائه وأن يجزيه خير الجزاء ‍‍
وفي سياق الحديث الذي لا ينقطع عن سيرة الراحل، أود أن أشير إلى دار الشيخ محمد بن سعيد في الرياض كانت إحدى الدور التي يرتادها طلبة العلم وذوو الحاجات من عامة الناس فكانوا يلقون من صاحب الدار كل عون ومساعدة، مع أنه لم يكن صاحب ثروة أو مال، لكن وجاهته وحبه للمساعدة كانا عوناً له في أن يتحقق عن طريقه كل ما أمله من يقصده، 
وكان من رواد داره ممن أعرف عدد من طلبة العلم من آل الشيخ والشيخ علي بن داود، وصهره الشيخ محمد عبد الرزاق حمزة، والشيخ عبد الله المسعري، والشيخ عبد الله الخليفي، وغيرهم.
وكان الناس يقصدونه لا سيما من طلبة العلم ليتوسط أو يساعد في طباعة الكتب وتأمينها لتنشر بين طلبة العلم آنذاك.
بل كان مجلسه محطة لاستضافة العلماء والأدباء ممن يفدون إلى الرياض وأتذكر من بين أولئك الأفاضل شيخ جليل يدعى الشيخ محمد الفارسي الجاركي من بلدة (جارك) مدينة في إيران تقع على الضفة الشرقية من الخليج مواجهة لإمارة الشارقة وكانت فيما مضى تابعة لها، وكان سكان تلك المدينة من أهل السنة وقد تأثروا منذ القدم بالدعوة الإصلاحية التي دعا إليها الشيخ محمد بن عبد الوهّاب فكان ذلك العالم وغيره يحلون ضيوفاً على الحكومة، غير أن هذا الأديب العالم حظي بترحيب خاص من الشيخ محمد بن سعيد فكان يزور مساجد الرياض، ويعظ ويُذِّكر، وكان آيةً في الحفظ والقدرة على قرض الشعر حتى أنه لا يرى حكمة منشورة أو قولاً مأثوراً فيطلب منه أن يُضمِّنه بعض أشعاره إلا وأجاب بعد دقائق معدودات منشداً تلك الحكمة ضمن أبيات من الشعر الجيد..
وأذكر أن ذلك الأديب قد قام (بتخميس) أي (تضمين) عدد من القصائد الوعظية بناء على طلب الشيخ محمد بن سعيد ومن تلك القصائد قصيدة مشهورة للإمام الشافعي مطلعها:
دع الأيام تفعل ما تشاء
وطب نفساً بما حكم القضاء
كما خمس قصيدة للشيخ سليمان بن سحمان، وأخرى للحريري صاحب المقامات مطلعها:
خل الذكار الأربع
والمعهد المتربع
وأندب زماناً سلفاً
سودت فيه الصحفا
ولم تزل معتكفاً
على القبيح الشنع
وكل أملي أن تكون تلك الدرر محفوظة مع غيرها مما اشتهر الشيخ محمد بحفظه وصيانته ليتولى إخراجها أبناؤه الكرام في كتيب يبقى تخليداً لذكر هذا الرجل العزيز على أنفس الكثير من محبيه وعارفي فضله وسامعي ذكره، وأرجو ألا تكون تلك الدرر والأشعار قد فقدت مع ما فقد من كتبه التي حملها معه عندما ترك الرياض وعزم على المجاورة في مكة عام 1385هـ حيث كان يملك الكثير من الكتب والمخطوطات الثمينة، وكان يحتفظ بها طيلة حياته. وفي مكة أودعها – خلوته المعروفة – في الجزء السفلي من المسجد الحرام. فكان من سوء الحظ أن احتل البغاة مع قائدهم سيئ الذكر (جهيمان) تلك المنطقة من المسجد التي تعرضت لإطلاق المياه عندما أريد إخراج البغاة من (القبو) فكانت مكتبة الشيخ محمد بن سعيد في تلك الخلوة، فتعرضت للتلف، ولا أعلم شيئاً عما بقي منها، بل الذي سمعته أن صاحب تلك المخطوطات والنوادر التي حصل عليها عندما كان في الديوان الملكي حيث كان الملك سعود – – يأمر أن تعطى تلك النفائس من الكتب والمخطوطات التي تهدى إليه بعد أن يطلع عليها للشيخ محمد بن سعيد لينتفع بها ويمتلكها ويستفيد منها. سمعت أنه قد حزن حزناً شديداً على فقد تلك النفائس والأوراق والكتب المخطوطة بعد أن عرف أنها قد تلفت وجرفتها المياه.
رحمك الله أبا أحمد رحمة واسعة، وجزاك عما قدمته خير الجزاء ولا نملك أمام قدر الله إلا أن نرفع مع أبنائك وذويك ومحبيك أكف الضراعة إلى الله العلي القدير أن يسبل عليك شآبيب الرحمة والغفران، وأن يلهم الجميع الصبر والسلوان.)

## طلبه للعلم وشيوخه
بدأ الشيخ في طلب العلم، وذلك بتوجيه من والده، فبدأ أولاً بحفظ القرآن فحفظه قبل البلوغ، ثم أمره والده وحثه على ملازمة العلماء والقراءة عليهم، فبدأ الشيخ وهو في زهرة شبابه بالقراءة على أكابر علماء نجد، فقرأ على الشيخ عبد الله بن عبد اللطيف (ت1339هـ) في المختصرات ومنها ثلاثة الأصول والقواعد الأربع وكتاب التوحيد، وكان له من العمر خمسة عشر عاماً أو أقل، ثم قرأ على الشيخ سعد بن حمد بن عتيق جميع المختصرات في التوحيد، والفقه، والحديث، والتفسير، واللغة، مع بعض شروحها وقد لازمة ملازمة طويلة، وقد أحبه الشيخ سعد بن عتيق محبة عظيمة فقربه وجعله قارئاً خاصاً يقرأ عليه وحده في بيته بعد العشاء، وكان يأمره بقراءة المختصرات وشروحها وذلك ليُحّضِّر الشيخ سعد بن عتيق لتدريس الطلبة بعد الفجر، وكذا جعله الشيخ كاتباً يكتب له الرسائل والفتاوى والإجازات والتزكيات لطلبة العلم، ومن ذلك كتابته لإجازة الشيخ سعد بن عتيق للشيخ العلامة محمد بن إبراهيم، وكذلك قرأ على الشيخ حمد بن فارس في الفقه واللغة، وقرأ على الشيخ محمد بن عبد اللطيف في المطولات كمسند أحمد وتفسير ابن كثير وغيرها، وقرأ على الشيخ محمد بن إبراهيم في التوحيد والفقه والحديث واللغة، وقرأ على الشيخ محمد بن عياف آل مقرن في جميع المختصرات في التوحيد والفقه والحديث، وقرأ على الشيخ أحمد بن عبيد إمام مسجد (المصمك) في التوحيد والفقه، وكذلك حضر بعضاً من دروس العلامة أبوبكر خوقير السلفي في مكة وقرأ على غيرهم من العلماء.

## تلاميذه ومن حضر مجالسه
قرأ على الشيخ وسمع منه بعض الكتب عدد من طلبة العلم وهذه الكتب التي كان يقرأها الشيخ أو يقرأها بعض الطلبة كانت في كتب ابن القيم وابن أبي الدنيا وكتب الترغيب والترهيب وكتب أئمة الدعوة في نجد، وقد كان الشيخ يصبر ويصابر على القراءة وإفادة الناس مع ما فيه من الأمراض الشديدة والأوجاع، وأيضاً قد نصحه الأطباء بعدم القراءة، فعيناه وصحته لا يناسبهما القراءة، ولكن كل هذا لا يأبه له الشيخ فحلاوة القراءة في كتب أهل العلم وإفادة الناس تذيب هذه الأعراض.
(وهذا ذكر بعض الطلبة ممن قرأ عليه أو سمع منه بعض الدروس والمواعظ:
1. الشيخ المعمر عبد الله بن سعدي الغامدي العبدلي، وهو من أخص أحبابه ومعارفه.
2. الشيخ الداعية يوسف بن عبد العزيز النافع رئيس هيئة الحرم المكي سابقاً وهو من أخص أحبابه ومعارفه.
3. الشيخ صالح بن عبد الله بن حميد رئيس مجلس الشورى وإمام وخطيب المسجد الحرام، وقد كان يزور الشيخ كثيراً.
4. الشيخ الدكتور سعود بن إبراهيم الشريم إمام وخطيب المسجد الحرام.
5. الشيخ الدكتور أحمد بن عبد الله بن حميد أستاذ الفقه وأصوله في جامعة أم القرى، وهو ممن يكثر من زيارة الشيخ.
6. الشيخ الدكتور أسامة بن عبد الله خياط إمام وخطيب المسجد الحرام.
7. الشيخ الداعية سعيد بن عبد الله الدعجاني مدير الدعوة والإرشاد بجدة، وهو من أخص أحبابه ومعارفه وقد صحبه مدة طويلة من الزمن.
8. الشيخ صالح المقوشي مدير معهد الحرم سابقاً.
9. الشيخ الدكتور عبد الوهّاب بن ناصر الطريري أستاذ الحديث في جامعة الإمام محمد بن سعود الإسلامية.
10. الشيخ الدكتور عائض بن عبد الله القرني.
11. الشيخ الدكتور سفر بن عبد الرحمن الحوالي.
12. الشيخ شايع الدوسري.
13. الشيخ مشعان بن زايد الحارثي داعية بالطائف.
14. الشيخ الدكتور دوخي بن زايد الحارثي مدير الإرشاد والتوجيه بالحرس الوطني بالطائف.
15. الشيخ عبد الله بن ناجي المخلافي رئيس قسم شؤون حلقات القرآن الكريم بالمسجد النبوي قرأ عليه وسمع منه مسلسل الحنابلة.
16. الشيخ عبد الله بن أحمد بخيت مدير الإرشاد والتوجيه بالحرس الوطني بمكة.
17. الشيخ عبد الله بن صالح العبيد.
18. حسن بن محمد القحطاني.
19. الشيخ عبد الوهّاب بن عبد العزيز الزيد.
20. الشيخ محمد زياد بن عمر التكلة.
21. الشيخ أنس عبد الرحمن العقيل.
22. الشيخ سعد بن عبد الله السعدان.
23. الشيخ إبراهيم بن محمد القباع.
24. الشيخ صالح بن عبد الله العصيمي. وقد أجازه الشيخ بمقروءاته ومسموعاته وقرأ على الشيخ مسلسل الحنابلة.
25. محمد بن صالح بن محمد بن سعيد حفيد الشيخ.
26. الشيخ ياسر بن سعيد السعيد.

## أعماله
أخذ شيخنا يؤم الناس في رمضان للتراويح والقيام فأمَّ الناس في مسجد (المعيقلية) أحد أحياء الرياض القديمة، ثم أمَّ الناس أيضاً في حي آخر من أحياء الرياض يدعى (الحِنْبِلي) ويعرف المسجد بمسجد (الشيخ علي بن داود) ثم اماماً أيضاً في مسجد الأمير عبد الرحمن بن عبد الله في حي عليشة، وقد كان الناس ينطلقون أفراداً وجماعات إلى ذلك المسجد الذي يؤمُّه الشيخ فيزدحم المسجد بالمصلين، والبعض يصلي في الطرقات لشدة الزحام.
في عهد الملك عبد العزيز تم اختيار الشيخ محمد بن سعيد للعمل في ديوان الملك عبد العزيز حيث حضر الملك عبد العزيز درس الشيخ محمد بن عبد اللطيف، ومعه بعض الرجال ومنهم أحمد بن سعيد والد الشيخ فحضر الملك عبد العزيز ومن معه الدرس وكان القارئ الشيخ محمد بن سعيد وعندما انتهى الدرس قام الملك عبد العزيز وقال لأحمد ابن سعيد من هذا القارئ؟ حيث أُعجب بحسن قراءته فقال هذا ابني فقال ما شاء الله.
وبعدها استدعاه الملك عبد العزيز وطلب منه أن يقرأ بصفة دائمة في مجالسه القرآن الكريم والكتب العلمية من السيرة النبوية والتفسير، واستمر على ذلك إلى أن عينه الملك عبد العزيز في الديوان ليعمل في بعض ما يسند إليه من أعمال البر كالصدقات والهبات وتفريج كربات المحتاجين الذين يتقدمون إلى الملك.
وبعد فترة طلبه ولي العهد آنذاك الملك سعود ليعمل مساعداً لرئيس ديوانه واستمر فترة طويلة في العمل إلى أن انتقل الملك عبد العزيز إلى، فتم ضم ديوان ولي العهد إلى الديوان الملكي في عهد الملك سعود واستمر في عمله وتنفيذ ما يسند إليه من الأعمال المتنوعة في بعض الأقسام، إضافة إلى ما يختص بأعمال المساعدات العامة والهبات والصدقات وتسديد الديات عن بعض المعسرين في كافة أنحاء المملكة كالرياض ومكة وجدة والمدينة والطائف، والمدن الشرقية والجنوبية والشمالية التي يزورها الملك سعود.
وكذلك التوزيع على الطرقات الرئيسية ليتم توزيع الصدقات والكساء الرجالية والنسائية والأطفال، فيما في ذلك توزيع الإكراميات النقدية على عموم طلاب المدارس على طول الطرق وعلى إدارييها والدوائر الحكومية الأخرى.
وكان الشيخ محمد بن سعيد همزة الوصل في جميع المهام الدينية بين الملك سعود والمفتي العام آنذاك الشيخ محمد بن إبراهيم والعلماء في القضايا السرية والعلنية وغيرها.
وقد كان في منصبه هذا يساعد العلماء والدعاة المصلحين وطلبة العلم، ويشفع عند الملك سعود لكثير منهم، وقد دعم في منصبه هذا دعوة ومدارس الشيخ الداعية عبد الله القرعاوي في الجنوب وكذا دعم دعوة الشيخ الداعية عبد الله بن سعدي الغامدي العبدلي في غامد وزهران وغيرها، وكذا دعم الشيخ الداعية محمد حامد الفقي مؤسس جماعة أنصار السنة في مصر، وكانت له مساهمات كبيرة في إنشاء وتطوير دار الحديث بمكة، وكذا دعم العلماء السلفيين في الداخل والخارج، وكذلك دعم العلماء السلفيين في المسجد الحرام أمثال الشيخ المحدث محمد بن عبد الله الصومالي والشيخ يحيى عثمان المدرس وغيرهم، وأيضاً قام وساعد في طباعة الكتب السلفية وتأمينها لتنتشر بين طلبة العلم في تلك الفترة.
يقول شيخنا عبد الله بن سعدي الغامدي ما أظن أن أحداً خدم الناس كما خدمهم الشيخ محمد بن سعيد في تلك الفترة. واستمر في هذه الأعمال المباركة حتى عام 1384هـ وطلب إحالته إلى التقاعد وبعدها جاور بيت الله الحرام فتوفي.

## مكتبة الشيخ
كان الشيخ يملك مكتبة عامرة، بدأ بجمعها منذ أوائل طلبه للعلم، ومما زاد في كثرة الكتب فيها، أن شيخنا كان يُدمن القراءة في ليله ونهاره، ويحب اقتناء كل جديد يخرج من تراث أهل العلم، وقد حوت مكتبته نفائس من المخطوطات ونوادر الطبعات، ومما زاد في نفاسة المكتبة أن بعضاً من الأعيان من أهل العلم والوجهاء يهدون إلى الملك سعود نفائس من نوادر الكتب والمخطوطات، فالبعض منها يأمر بإعطائها إلى الشيخ محمد بن سعيد ليستفيد منها وإن أراد يتملكها، وأيضاً كان بعضاً من العلماء في هذه البلاد وغيرها يهدون للشيخ بعض مؤلفاتهم وبعض الكتب وعليها خطهم بالإهداء.
ومكتبة الشيخ كانت في مدينة الرياض ولما أراد الإقامة بمكة نقلها معه وزاد عليها الكثير، وكانت للشيخ خلوة وغرفة في المسجد الحرام، وجعل فيها أكثر مكتبته وكان يأتيه في هذه الغرفة العلماء والدعاة والوجهاء يتذاكرون فيها، وللأسف فقدت أو تلفت أكثر ما في هذه المكتبة وذلك عندما وقعت الفتنة النكراء حادثة الحرم في عام 1400هـ وقد حزن عليها الشيخ حزناً شديداً، وفي بيت الشيخ الذي هو في حي العزيزية بمكة مكتبة فيها نوادر من الكتب وبعض المخطوطات، ولعلها بعضاً من مكتبته التي هي في خلوته في المسجد الحرام وهذه المكتبة التي هي في بيته أوقفها الشيخ على دار الحديث بمكة والبعض منها أوقفها لبعض طلاب العلم.

## مجلسه
من عادة شيخنا أنه يفتح بابه للزيارة بعد صلاة العصر، فيأتيه بعض العلماء وبمجرد رؤية الشيخ لهم والسلام عليهم والسؤال عن أحوالهم يستأذنهم الشيخ تلطفاً بقراءة بعضاً من الكتب مثل كتب ابن القيم أو بعض التفسير أو في كتب الترغيب والترهيب، وما إن يبدأ شيخنا بتلك القراءة حتى يأخذ شيخنا بالبكاء، ومن عادة شيخنا أنه إذا تأثر وبكى من آية أو حديث، أو بعضاً من السيرة، كرر ذلك النص مراراً على الحاضرين وهو يبكي حتى أن الزائرين له ليشفقون على حاله، ثم ترى هؤلاء العلماء أو الدعاة وطلبة العلم، إذا سمعوا تلك القراءة من الشيخ وهو يبكي تراهم يغطون وجوههم.
وأحياناً إذا لم يكن الشيخ يقرأ في كتاب، يُذكِّره من يزوره من أهل العلم والدعاة بسيرة شيخه والذي تربى عليه ولازمه وهو العلامة سعد بن حمد بن عتيق، فيبدأ الشيخ محمد بن سعيد بالثناء العاطر على شيخه ويذكر نماذج من سيرته العلمية والدعوية وصدعه بالحق وزهده وورعه، ثم لا يتمالك شيخنا نفسه فيجهش بالبكاء على شيخه سعد بن عتيق، ويتأثر من في المجلس بهذه العبرات، والعجب أن شيخنا في مجلسه يبكي عند بعض الكلمات التي تقال له، والزائر قالها عرضاً، ويتعجب من بكائه فكأن الزائر يقول ما الذي يبكيه في هذه الكلمات، فمثلاً جئت للشيخ في شهر رمضان في ليلة السابع والعشرين وقلت له: الناس في المسجد الحرام في هذه الليلة ربما بلغوا المليون أو أقل منه والزحام شديد فبكى الشيخ ثم قال: كل هؤلاء يزحمون في هذه الليلة يرجونومغفرته، اللهم لا تخيب سعيهم واستجب دعائهم ثم بكى، فقلت في نفسي الشيخ في واد وأنا في واد آخر، فانظر إلي هذه الشفقة ومحبة الخير للناس في قلب هذا الشيخ.
هذا ذكر لبعض الأمراء والعلماء الذين يأتون إلى مجالس الشيخ، وهم على ما يلي:
1. ولي العهد الأمير عبد الله بن عبد العزيز وقد سمع بسيرة الشيخ العطرة، فزاره في مكة المكرمة في منزله بحي العزيزية في شهر رمضان عام 1422هـ وكان مع ولي العهد عدد من الأمراء.
2. الأمير عبد الرحمن بن عبد الله آل سعود، وكان بينه وبين الشيخ محبة كبيرة وقد بكى الأمير عندما علم بموت الشيخ.
3. الأمير متعب بن عبد العزيز آل سعود وكان بينه وبين الشيخ محبة كبيرة وكان الأمير من أوائل من يزوره في عيد الفطر الشيخ محمد بن سعيد.
4. الأمير ممدوح بن عبد العزيز وكان بينه وبين الشيخ محبة كبيرة.
5. الأمير الصالح عبد الله بن فيصل الفرحان أمير القصيم سابقاً وكان من خاصة معارفه وأحبابه.

وأما (العلماء الذين حضروا مجالس الشيخ) فهم ما يلي:
- الشيخ الإمام عبد العزيز بن عبد الله بن باز. وكانت بينه وبين الشيخ محبة عظيمة وتربطهم علاقة منذ أكثر من خمسين عاماً، وكلما جاء الشيخ عبد العزيز بن باز إلى مكة، كان من أوائل من يزور الشيخ محمد بن سعيد، وكم بكى الشيخ عبد العزيز بن باز في مجالس الشيخ. وقد أجازه الشيخ محمد بن سعيد بمروياته،

- الشيخ محمد بن صالح بن عثيمين، كان يزوره في رمضان إذا جاء الشيخ إلى مكة.
- الشيخ المحدث محمد عبد الرزاق حمزة، وكانت بينهما علاقة قوية، وقد تزوج شيخنا ابنته.
- الشيخ عبد الله خياط إمام وخطيب المسجد الحرام.
- الشيخ بن صالح الخليفي إمام وخطيب المسجد الحرام.
- الشيخ عبد الله بن سليمان المنيع.
- الشيخ عبد الله بن عبد الرحمن بن جبرين.
- الشيخ عبد الرحمن بن عبد الله الفريان.
- الشيخ محمد بن عبد الله بن سبيل.
- الشيخ محمد بن جبير رئيس مجلس الشورى سابقاً.
- الشيخ محمد حامد الفقي رئيس جماعة أنصار السنة بمصر. وهومن خواص اصدقاء الشيخ.
- الشيخ الداعية عبد الله بن سعدي الغامدي العبدلي.
- الشيخ عبد العزيز بن عبد الله بن حسن آل الشيخ إمام وخطيب المسجد الحرام.
- الشيخ عبد العزيز بن صالح المرشد.
- الشيخ المحدث محمد بن عبد الله الصومالي المدرس بالمسجد بالحرام.
- الشيخ يحيى بن عثمان المدرس العظيم آبادي، المدرس بالمسجد الحرام.
- الشيخ المحدث محمد بن عبد العزيز بن عبد الرحيم الجاركي الفارسي.
- الشيخ عبد الله بن عبد المحسن التركي وغيرهم.
- الشيخ عبد الله بن قعود

## مؤلفاته
ليس للشيخ مؤلفاتوهي:
1- التبيان لبعض كلمات القرآن،  وهو تفسير بديع لبعض كلمات القرآن التي يخفى معناها، وهو كامل ومفيد جداً، وقد عهد به شيخنا إليَّ يسر الله نشره.
2- المهمات في الأذكار والدعوات.
3- شرح أسماء الله الحسنى.

## صفات الشيخ الخَلْقِيّة
أما صفاته الخلقية، فقد كان شيخنا ليس بالطويل، ولا بالقصير وسط بين ذلك، أبيض الوجه مشرباً بحمره وسيماً جميل الطلعة، كث اللحية يخضبها بالحناء.

## وفاة الشيخ
كان يقول في مجلسه لبعض أهل العلم لما تجاوز عمره فوق المائة: (أنا تجاوزت المائة كأني تأخرت عليكم وأزعجتكم) وكان يكرر أن يقول دائماً (اللهم اجعلنا من أهل التوحيد الخالص وأمتنا عليه) وقد كتب الشيخ وصيته وعندما جاءه مرضه الذي مات فيه كتب في وصيته لبعض أولاده، صفة غسله وتكفينه ووضعه في قبره وغير ذلك، وأوصى أن يغسله بعض من يعرفه من أهل العبادة والورع، وعندما جاءت ساعات موته أخذ يستغفر ويكرر لا إله إلا الله حتى فارق الحياة في عام 1423هـ، وله من العمر مائة سنة وزيادة سنتين، وقد صلى عليه جموع غفيرة في المسجد الحرام، وكان الإمام الشيخ الدكتور أسامة بن عبد الله خياط، وامتلأت المقبرة بالناس يتقدمهم رفيقه ومحبه، الشيخ عبد الله بن عقيل، والشيخ محمد بن عبد الله السبيل، والشيخ صالح بن عبد الله بن حميد رئيس مجلس الشورى، وغيرهم من أهل العلم والصلاح، وكم عدد من الأمراء والعلماء والدعاة لوفاة الشيخ.
وقد وثق إجازة الشيخ سعد بن عتيق للشيخ محمد بن سعيد الشيخ عبد الله بن عقيل كما في كتابه النافع فتح الجليل تأليف الشيخ البحاثة العارف بتراجم العلماء زياد التكلة، وفي الكتاب ذكر لرواية سيخنا ابن عقيل عن الشيخ محمد بن سعيد وسماعه لمسلسل الحنابلة.
(توثيق إجازة الشيخ العلامة سعد بن حمد بن عتيق للشيخ العلامة محمد بن إبراهيم ابن عبد اللطيف آل الشيخ):
وقد أملاها الشيخ وكتبها للتوثيق بناء على طلبي، وهذا نصها:
الحمد لله رب العالمين والصلاة والسلام على أفضل الأنبياء والمرسلين وبعد:
أنا محمد بن أحمد بن سعيد قد طلب مني الشيخ العلامة سعد بن حمد بن عتيق وقت طلبي العلم عليه وملازمتي له وكتب خطوطه أن أكتب بخطي، إجازته للشيخ العلامة محمد بن إبراهيم بن عبد اللطيف آل الشيخ، وقد كتبتها بقلمي هذا وأعدت قراءتها على الشيخ بعد ذلك أمرني أن أذهب للشيخ محمد في بيته وأسلمها له، ولا حفظت منها إلا بيتين وهي:
وقد أجزت مع التقصير عن دركي
لرتبة الفضلاء أهل الإجازاتي
وأسأل الله توفيقاً ومغفرةً
ورحمة منه في يوم المجازاتي
والإجازة طويلة، ومعها إجازة شيخه نذير حسين، وغيره من أهل العلم في الهند، وقد طلب مني الأخ العزيز الشيخ رياض بن عبد المحسن بن سعيد كتابة وتوثيق هذه الإجازة، وأسأل الله الكريم لمشايخنا الرحمة والغفران، وصلى الله على نبينا محمد وآله وصحبه وسلم.
أملاه الفقير إلى الله محمد بن أحمد بن سعيد

## تفقه الشيخ بالمذهب الحنبلي
أخذ الشيخ الفقه الحنبلي عن جماعة شيوخ منهم الشيخ عبد الله بن عبد اللطيف والشيخ سعد ابن حمد بن عتيق، وتفقه الشيخ سعد على والده حمد بن عتيق وكل من الشيخ حمد بن عتيق والشيخ عبد الله بن عبد اللطيف تفقها على العلامة المحقق عبد الرحمن بن حسن، وهو تفقه بالعلامة المجدد محمد بن عبد الوهّاب، وهو تفقه بوالده الشيخ عبد الوهّاب وهو تفقه بوالده الشيخ سليمان بن علي فقيه نجد وعلامتها صاحب المنسك المشهور، وهو تفقه بالشيخ أحمد بن مشرف، وهو تفقه بالعلامة المحقق شيخ المذهب في وقته الشيخ موسى الحجاوي صاحب الإقناع،
وأيضاً تفقه الشيخ محمد بن أحمد بن سعيد على العلامة سعد بن حمد بن عتيق قاضي الرياض وفقيهها في وقته

### رواية الشيخ لبعض كتب محمد بن عبد الوهّاب
يروي محمد بن أحمد بن سعيد أكثر كتب شيخ الإسلام محمد بن عبد الوهّاب عن الشيخ عبد الله بن عبد اللطيف قراءة عليه عن الشيخ عبد الرحمن بن حسن بن محمد بن عبد الوهّاب قراءة عليه عن شيخ الإسلام محمد بن عبد الوهّاب إجازة وقراءة لبعضها.
ويرويها أيضاً عن الشيخ عبد الله بن عبد اللطيف قراءة عليه عن الشيخ عبد الرحمن بن حسن قراءة عليه عن الشيخ حمد بن ناصر بن معمر قراءة عليه عن شيخ الإسلام محمد بن عبد الوهّاب قراءة عليه.
ويرويها أيضاً شيخنا محمد بن أحمد بن سعيد عن الشيخ سعد بن حمد بن عتيق قراءة عليه عن كل من والده الشيخ حمد بن عتيق وعبد الله بن عبد اللطيف قراءة عليهما كلاهما عن الشيخ عبد الرحمن بن حسن قراءة عليه عن شيخ الإسلام محمد بن عبد الوهّاب إجازة وقراءة لبعضها.
كتب في الشيخ بعض المقالات وكان من بينها مقالة:
(في الرفيق الأعلى أبا أحمد)
بقلم الأستاذ المؤرخ عبد الرحمن بن سليمان الرويشد، وهو من أفضل من كتب في سيرة شيخنا:
«ليس من السهل على من يكابد مرارة الحزن أن يسترسل في شرح سيرة علم افتقدناه بالأمس بعد عمر مديد حافل بالتدين والعبادة وحب الخير في جميع مراحل حياته، وحتى بعد أن أقعده عسف المرض الذي لازمه في آخر حياته، لكنه رغم ذلك لم يمنعه بفضل الله عن أداء واجباته، ولا عن ممارسته للفضائل والعبادة. فعاش رضي الله عن النفس قرير العين يحمل بداخله الطمأنينة والرضا بقضاء الله وقدره، ولا نزكي على الله أحداً.».